# Gino Gard
Gino Gard, do 1949 roku Gino Gardassanich (ur. 26 listopada 1922 we Fiume, zm. 12 lutego 2010 w Westchester) – amerykański piłkarz, występujący na pozycji bramkarza.

## Kariera
Urodził się we Włoszech i tutaj rozpoczynał swoją piłkarską karierę, grając w klubach Fiumana i Reggina. Do Stanów Zjednoczonych wyemigrował w 1949 roku. Przez całą swoją karierę za oceanem bronił barw Slovak Club. W roku 1950 zdobył nagrodę Montgomery’ego dla najbardziej wartościowego bramkarza w Stanach Zjednoczonych, następnie wybrany został do drużyny Chicago All-Stars na mecz z Hamburgerem SV, pojechał również na MŚ 1950 w barwach USA. Miał być pierwszym bramkarzem zespołu, jednak ostatecznie nie zagrał ani razu – zastąpił go Frank Borghi. Oprócz gry w piłkę nożną, Gard uprawiał również piłkę wodną. Pod koniec życia mieszkał i zmarł we wsi Westchester w stanie Illinois.